# Cladoselache
Il genere Cladoselache è uno dei più antichi generi di squali conosciuti, risalente al periodo Devoniano (Circa 400 milioni di anni fa).

## Descrizione
Cladoselache è uno dei più noti squali paleozoici grazie ad una serie di fossili ben conservati scoperti nella "Cleveland Shale", nella costa meridionale del lago Erie (USA). Alcuni di questi fossili ci sono giunti con uno stato di conservazione tale da includere, oltre allo scheletro cartilagineo, anche tracce di pelle, fibre muscolari ed organi interni.
Questo squalo primitivo poteva crescere fino a 1,8 metri di lunghezza ed era comune negli oceani di quello che oggi corrisponde al continente nordamericano.
Cladoselache esibiva una curiosa combinazione di caratteri derivati ed ancestrali: il corpo era affusolato ed idrodinamico, con 5-7 fessure branchiali ed un muso corto e tondeggiante provvisto di una bocca terminale. La debolezza dell'articolazione temporo-mandibolare rispetto agli odierni selaci era compensata dalla potenza della muscolatura ad essa connessa.
I denti avevano più cuspidi ed erano a bordo liscio, adatti quindi ad afferrare ma non a strappare o masticare: probabilmente Cladoselache catturava le prede per la coda per poi ingoiarle intere. Certi intestini fossilizzati di Cleveland Shale portano ancora il loro contenuto: si tratta perlopiù di piccoli attinopterigi e di vertebrati primitivi simili alle odierne missine.
Diversamente dalla maggioranza dei selaci, Cladoselache era quasi interamente privo di scaglie tranne che sulle pinne, sulla bocca ed intorno agli occhi. Caratteristica era la pinna caudale, di forma semilunata e con i due lobi (inferiore e superiore) pressoché della stessa dimensione.
Un mistero ancora irrisolto è la modalità di riproduzione: Cladoselache era privo di pterigopodi, organi presenti negli squali moderni e responsabili del trasferimento dello sperma durante la riproduzione. Ciò è peculiare in quanto la maggior parte degli antichi squali fossili erano già provvisti di tali organi.

## Specie conosciute
- Cladoselache clarkii
- Cladoselache elegans
- Cladoselache fyleri
- Cladoselache kepleri
- Cladoselache magnificus
- Cladoselache mirabilis
- Cladoselache newmani
- Cladoselache pattersoni